# Allen Ginsberg
Irwin Allen Ginsberg, (Newark i New Jersey, 3. lipnja 1926. – East Village, Manhattan, 5. travnja 1997.), bio je američki   pjesnik i pisac.

## Životopis
Allen Ginsberg rođen je u židovskoj obitelji u Newarku ali odrasta u Patersonu, New Jersey. Bio je pjesnik i jedna od najpoznatijih figura u okvirima beat pokreta, zajedno s Kerouacom, Burroughsom, Holmesom i Cassadyem, i poznavao je svu četvoricu. Postaje poznat već s prvom objavljenom zbirkom pjesama Howl i druge pjesme (1956.). Dugačka pjesma Howl prouzročila je zapljenu pvog izdanja i brojne sudske tužbe za nemoralnost. Pjesma počinje riječima: Vidjeh najveće darove moje generacije uništene ludošću, dok su sjedili histerični goli....
1960-ih Ginsberg sudjeluje u hippie pokretu. Interesirale su ga religije Dalekog Istoka, među njima hinduizam i zenbudizam. Bio je vegetarijanac ali probao je i LSD. Sudjelovao je u radu u NAMBLA-i, organizaciji koja zagovara pedofiliju, koju napušta kada je uvidio da je uspio proširiti svoje ideje.
1974. osnovao je Jack Kerouac School of Disembodied Poetics zajedno s Anne Waldman.

## Vanjske poveznice
- Službene stranice Allena Ginsberga allenginsberg.org
- Djela Allena Ginsberga na PennSound writing.upenn.edu
- Allen Ginsberg čita A Supermarket in California na San Francisco State University 25. listopada 1956.
- Allen Ginsberg pjeva The Garden of Love iz William Blakesove Songs of Experience  15. prosinca 1969. u New Yorku. Jon Sholle svira gitaru, bas i bubnjeve.